# Куп Радивоја Кораћа 2024.
Куп Радивоја Кораћа 2024. године био је одржан по осамнаести пут као национални кошаркашки куп Србије, а двадесет други пут под овим именом. Домаћин турнира био је Ниш у периоду од 14. до 17. фебруара 2024. године, а сви мечеви су одиграни у Хали Чаир. Насловни спонзор такмичења ове године била је компанија Моцарт.
Жреб парова овог издања Купа Радивоја Кораћа одржан је 23. јануара 2024. године у београдском хотелу Радисон блу. У групи носилаца нашла су се четири најбоље пласирана клуба након 13. кола Јадранске лиге 2023/24: Црвена звезда Меридијанбет, Партизан Моцарт бет, Мега МИС и Борац Моцарт. Парове су извлачила двојица репрезентативаца Србије — Алекса Аврамовић (кошаркаш Партизана) и Дејан Давидовац (кошаркаш Црвене звезде). Вољом жреба била је предвиђена могућност да се београдски вечити ривали сретну тек у финалу, што се и догодило.
Клубовима Чачак 94 Квантокс и Херцеговац Гајдобра ово је било и прво учешће у Купу Радивоја Кораћа. Такође, Чачак је по први пут имао два представника у овом такмичењу — Борац Моцарт и Чачак 94 Квантокс. Вољом жреба је било одређено да та два клуба и играју један против другог у четвртфиналу.
И ове године на снази је било правило да сваки клуб за такмичење може да пријави највише четири играча који поседују инострано кошаркашко држављанство. Партизан Моцарт бет је решио да са списка пријављених изостави Бруна Кабокла, Матеуша Поњитку и Џејлина Смита. Црвена звезда Меридијанбет је донела одлуку да на турниру наступи без Фредија Гилеспија, Џавонтеа Смарта, Мајка Тобија и Треја Томпкинса.
Црвена звезда Меридијанбет је четврту годину заредом освојила трофеј. У финалу је савладала вечитог ривала резултатом 85 : 79. Кошаркашима Звезде је ово био укупно тринаести трофеј у националном купу, а десети откад то такмичење носи име Радивоја Кораћа.
Признање за најкориснијег играча финалне утакмице освојио је Милош Теодосић, чији је индекс корисности износио 27. Звездин плејмејкер је постигао шеснаест поена, забележио по пет скокова и асистенција, али и изнудио девет личних грешака. Најбољи стрелац финала био је Зак Ледеј, крилни центар поражене екипе, који је постигао 24 поена.

## Учесници
На турниру учествује укупно 8 клубова. Право учешћа клуб може стећи по једном од три основа.
| Начин квалификовања                                                                             | Клубови                                                                           |
| ----------------------------------------------------------------------------------------------- | --------------------------------------------------------------------------------- |
| Учесник првог ранга Јадранске лиге 2023/24. (5 клубова)                                         | Борац Моцарт Мега МИС Партизан Моцарт бет ФМП Сокербет Црвена звезда Меридијанбет |
| Финалиста Купа КСС II степена (2 клуба)                                                         | Чачак 94 Квантокс Херцеговац Гајдобра                                             |
| Првопласирани клуб на половини првог дела такмичења у Кошаркашкој лиги Србије 2023/24. (1 клуб) | Војводина МТС                                                                     |

## Дворана
| Ниш              | НишКуп Радивоја Кораћа 2024. на карти Србије |
| Хала Чаир        | НишКуп Радивоја Кораћа 2024. на карти Србије |
| Капацитет: 4.800 | НишКуп Радивоја Кораћа 2024. на карти Србије |
|                  | НишКуп Радивоја Кораћа 2024. на карти Србије |

## Костур такмичења
|  | Четвртфинале               | Четвртфинале               |                            |    | Полуфинале | Полуфинале |  |  | Финале | Финале |
|  |                            |                            |                            |    |            |            |  |  |        |        |
|  | 14. фебруар 2024.          |                            |                            |    |            |            |  |  |        |        |
|  |                            |                            |                            |    |            |            |  |  |        |        |
|  | Борац Моцарт               | 64                         |                            |    |            |            |  |  |        |        |
|  | Борац Моцарт               | 64                         | 16. фебруар 2024.          |    |            |            |  |  |        |        |
|  | Чачак 94 Квантокс          | 73                         |                            |    |            |            |  |  |        |        |
|  | Чачак 94 Квантокс          | 73                         | Чачак 94 Квантокс          | 52 |            |            |  |  |        |        |
|  | 14. фебруар 2024.          |                            | Чачак 94 Квантокс          | 52 |            |            |  |  |        |        |
|  |                            | Црвена звезда Меридијанбет | 87                         |    |            |            |  |  |        |        |
|  | Црвена звезда Меридијанбет | Црвена звезда Меридијанбет | 87                         | 80 |            |            |  |  |        |        |
|  | Црвена звезда Меридијанбет |                            | 17. фебруар 2024.          | 80 |            |            |  |  |        |        |
|  | ФМП Сокербет               | 75                         |                            |    |            |            |  |  |        |        |
|  | ФМП Сокербет               | 75                         | Црвена звезда Меридијанбет | 85 |            |            |  |  |        |        |
|  | 15. фебруар 2024.          |                            | Црвена звезда Меридијанбет | 85 |            |            |  |  |        |        |
|  |                            | Партизан Моцарт бет        | 79                         |    |            |            |  |  |        |        |
|  | Мега МИС                   | Партизан Моцарт бет        | 79                         | 92 |            |            |  |  |        |        |
|  | Мега МИС                   | 16. фебруар 2024.          |                            | 92 |            |            |  |  |        |        |
|  | Војводина МТС              | 100                        |                            |    |            |            |  |  |        |        |
|  | Војводина МТС              | 100                        | Војводина МТС              | 67 |            |            |  |  |        |        |
|  | 15. фебруар 2024.          |                            | Војводина МТС              | 67 |            |            |  |  |        |        |
|  |                            | Партизан Моцарт бет        | 80                         |    |            |            |  |  |        |        |
|  | Партизан Моцарт бет        | Партизан Моцарт бет        | 80                         | 92 |            |            |  |  |        |        |
|  | Партизан Моцарт бет        |                            |                            | 92 |            |            |  |  |        |        |
|  | Херцеговац Гајдобра        | 67                         |                            |    |            |            |  |  |        |        |
|  | Херцеговац Гајдобра        | 67                         |                            |    |            |            |  |  |        |        |

## Четвртфинале
| 14. 2. 2024. 17:00 | Извештај | Борац Моцарт                                                                | 64 : 73 | Чачак 94 Квантокс                                 | Хала Чаир, Ниш Гледаоци: 800 Судије: Радош Арсенијевић, Стефан Здравковић, Страхиња Дашић |  |
| 14. 2. 2024. 17:00 | Извештај | Четвртине: 21 : 15, 17 : 20, 11 : 26, 15 : 12                               |         |                                                   | Хала Чаир, Ниш Гледаоци: 800 Судије: Радош Арсенијевић, Стефан Здравковић, Страхиња Дашић |  |
| 14. 2. 2024. 17:00 | Извештај | Поени: Сегу 21 Скокови: Френклин 10 Асистенције: Сегу 5 Индекс: Френклин 23 |         | Гројић 20 Стајчић 12 Пулијам 6 Гројић, Стајчић 17 | Хала Чаир, Ниш Гледаоци: 800 Судије: Радош Арсенијевић, Стефан Здравковић, Страхиња Дашић |  |

| 14. 2. 2024. 20:00 | Извештај | Црвена звезда Меридијанбет                                                        | 80 : 75 | ФМП Сокербет                            | Хала Чаир, Ниш Гледаоци: 3.700 Судије: Иван Стефановић, Немања Влаховић, Т. Станић |  |
| 14. 2. 2024. 20:00 | Извештај | Четвртине: 17 : 16, 23 : 20, 18 : 19, 22 : 20                                     |         |                                         | Хала Чаир, Ниш Гледаоци: 3.700 Судије: Иван Стефановић, Немања Влаховић, Т. Станић |  |
| 14. 2. 2024. 20:00 | Извештај | Поени: Недовић 20 Скокови: Ханга 8 Асистенције: Дос Сантос 4 Индекс: Давидовац 19 |         | Кузмић 18 Кузмић 15 Робертс 4 Кузмић 34 | Хала Чаир, Ниш Гледаоци: 3.700 Судије: Иван Стефановић, Немања Влаховић, Т. Станић |  |

| 15. 2. 2024. 17:00 | Извештај | Мега МИС                                                                    | 92 : 100 | Војводина МТС                                     | Хала Чаир, Ниш Гледаоци: 1.500 Судије: Петар Пешић, Александар Милојевић, Немања Нинковић |  |
| 15. 2. 2024. 17:00 | Извештај | Четвртине: 15 : 26, 23 : 31, 30 : 29, 24 : 14                               |          |                                                   | Хала Чаир, Ниш Гледаоци: 1.500 Судије: Петар Пешић, Александар Милојевић, Немања Нинковић |  |
| 15. 2. 2024. 17:00 | Извештај | Поени: Плавшић 21 Скокови: Јовић 7 Асистенције: Иљасоглу 7 Индекс: Јовић 20 |          | Ашћерић 22 Бумбић 6 Ашћерић, Љубичић 3 Ашћерић 21 | Хала Чаир, Ниш Гледаоци: 1.500 Судије: Петар Пешић, Александар Милојевић, Немања Нинковић |  |

| 15. 2. 2024. 20:00 | Извештај | Партизан Моцарт бет                                                                    | 92 : 67 | Херцеговац Гајдобра                           | Хала Чаир, Ниш Гледаоци: 4.750 Судије: Владимир Томић, А. Ђорђевић, Стеван Гуџулић |  |
| 15. 2. 2024. 20:00 | Извештај | Четвртине: 14 : 13, 23 : 16, 27 : 19, 28 : 19                                          |         |                                               | Хала Чаир, Ниш Гледаоци: 4.750 Судије: Владимир Томић, А. Ђорђевић, Стеван Гуџулић |  |
| 15. 2. 2024. 20:00 | Извештај | Поени: Вукчевић 15 Скокови: Копривица 14 Асистенције: Аврамовић 7 Индекс: Копривица 27 |         | Димић, Марић 14 Брекић 7 Тодорић 7 Тодорић 16 | Хала Чаир, Ниш Гледаоци: 4.750 Судије: Владимир Томић, А. Ђорђевић, Стеван Гуџулић |  |

## Полуфинале
| 16. 2. 2024. 17:00 | Извештај | Чачак 94 Квантокс                                                         | 52 : 87 | Црвена звезда Меридијанбет                  | Хала Чаир, Ниш Гледаоци: 3.600 Судије: Синиша Прпа, Владимир Весковић, Милош Хаџић |  |
| 16. 2. 2024. 17:00 | Извештај | Четвртине: 15 : 15, 8 : 20, 14 : 29, 15 : 23                              |         |                                             | Хала Чаир, Ниш Гледаоци: 3.600 Судије: Синиша Прпа, Владимир Весковић, Милош Хаџић |  |
| 16. 2. 2024. 17:00 | Извештај | Поени: Лакић 11 Скокови: Гашић 5 Асистенције: Пешаковић 3 Индекс: Додић 9 |         | Митровић 15 Илић 7 Дос Сантос 7 Митровић 25 | Хала Чаир, Ниш Гледаоци: 3.600 Судије: Синиша Прпа, Владимир Весковић, Милош Хаџић |  |

| 16. 2. 2024. 21:00 | Извештај | Војводина МТС                                                                    | 67 : 80 | Партизан Моцарт бет                                        | Хала Чаир, Ниш Гледаоци: 4.850 Судије: Марко Јурас, Владимир Јевтовић, Стефан Ћалић |  |
| 16. 2. 2024. 21:00 | Извештај | Четвртине: 22 : 24, 14 : 19, 14 : 17, 17 : 20                                    |         |                                                            | Хала Чаир, Ниш Гледаоци: 4.850 Судије: Марко Јурас, Владимир Јевтовић, Стефан Ћалић |  |
| 16. 2. 2024. 21:00 | Извештај | Поени: Канингам 17 Скокови: Џонсон 8 Асистенције: 2 играча 3 Индекс: Канингам 18 |         | Камински, Нанели 15 Камински 6 Јарамаз, Нанели 3 Нанели 22 | Хала Чаир, Ниш Гледаоци: 4.850 Судије: Марко Јурас, Владимир Јевтовић, Стефан Ћалић |  |

## Финале
| 17. 2. 2024. 21:00 | Извештај | Црвена звезда Меридијанбет                                                            | 85 : 79 | Партизан Моцарт бет                          | Хала Чаир, Ниш Гледаоци: 5.000 Судије: Владимир Јевтовић, Стефан Ћалић, Александар Милојевић |  |
| 17. 2. 2024. 21:00 | Извештај | Четвртине: 15 : 18, 28 : 26, 25 : 19, 17 : 16                                         |         |                                              | Хала Чаир, Ниш Гледаоци: 5.000 Судије: Владимир Јевтовић, Стефан Ћалић, Александар Милојевић |  |
| 17. 2. 2024. 21:00 | Извештај | Поени: Гиједраитис 17 Скокови: Митровић 6 Асистенције: 2 играча 5 Индекс: Теодосић 27 |         | Ледеј 24 Пантер 9 Дожер, Камински 4 Ледеј 37 | Хала Чаир, Ниш Гледаоци: 5.000 Судије: Владимир Јевтовић, Стефан Ћалић, Александар Милојевић |  |

| Стартери:        | Стартери: | Стартери:         | П          | С          | А          |
| ---------------- | --------- | ----------------- | ---------- | ---------- | ---------- |
| КЦ               | 7         | Дејан Давидовац   | 5          | 3          | 1          |
| Ц                | 21        | Џоел Боломбој     | 14         | 5          | 2          |
| Б                | 26        | Немања Недовић    | 9          | 0          | 3          |
| К                | 31        | Рокас Гиједраитис | 17         | 2          | 0          |
| ПЛ               | 99        | Јаго дос Сантос   | 2          | 1          | 5          |
| Резерве:         |           |                   |            |            |            |
| Б                | 2         | Стефан Лазаревић  | 0          | 1          | 0          |
| ПЛ               | 4         | Милош Теодосић    | 16         | 5          | 5          |
| К                | 5         | Адам Ханга        | 6          | 2          | 2          |
| Ц                | 9         | Лука Митровић     | 8          | 6          | 2          |
| К                | 10        | Бранко Лазић      | 8          | 0          | 1          |
| КЦ               | 22        | Далибор Илић      | 0          | 0          | 0          |
| Б                | 47        | Андреј Костић     | Није играо | Није играо | Није играо |
| Тренер:          |           |                   |            |            |            |
| Јанис Сферопулос |           |                   |            |            |            |

| Црвена звезда Меридијанбет |  | Партизан Моцарт бет |

| ЦЗВ         | Статистика        | ПАР         |
| ----------- | ----------------- | ----------- |
|             | Статистика        |             |
| 19/31 (61%) | Шут за 2 поена    | 20/35 (57%) |
| 10/28 (36%) | Шут за 3 поена    | 10/29 (34%) |
| 17/21 (81%) | Слободна бацања   | 9/11 (82%)  |
| 4           | Скокови у нападу  | 7           |
| 21          | Скокови у одбрани | 25          |
| 25          | Укупно скокова    | 32          |
| 21          | Асистенција       | 18          |
| 7           | Украдених лопти   | 9           |
| 12          | Изгубљених лопти  | 15          |
| 1           | Блокада           | 4           |
| 21          | Личних грешака    | 23          |

| Стартери:       | Стартери: | Стартери:        | П          | С          | А          |
| --------------- | --------- | ---------------- | ---------- | ---------- | ---------- |
| КЦ              | 2         | Зак Ледеј        | 24         | 7          | 2          |
| ПЛ              | 4         | Алекса Аврамовић | 9          | 4          | 3          |
| Ц               | 5         | Балша Копривица  | 4          | 3          | 0          |
| Б               | 7         | Кевин Пантер     | 20         | 9          | 2          |
| К               | 21        | Џејмс Нанели     | 10         | 5          | 3          |
| Резерве:        |           |                  |            |            |            |
| КЦ              | 1         | Тристан Вукчевић | Није играо | Није играо | Није играо |
| ПЛ              | 10        | Огњен Јарамаз    | 0          | 0          | 0          |
| К               | 32        | Урош Трифуновић  | 0          | 0          | 0          |
| Б               | 33        | Данило Анђушић   | Није играо | Није играо | Није играо |
| Б               | 35        | Пи-Џеј Дожер     | 6          | 2          | 4          |
| Ц               | 44        | Френк Камински   | 6          | 2          | 4          |
| Тренер:         |           |                  |            |            |            |
| Жељко Обрадовић |           |                  |            |            |            |

| Победник Купа Радивоја Кораћа 2024. |
| ----------------------------------- |
| КК Црвена звезда 10. титула         |